# バルバドス

バルバドス
Barbados

国の標語：Pride and Industry
（英語: 誇りと勤勉）
国歌：In Plenty and In Time of Need（英語）
豊かな時も、いざという時も
 

バルバドス（英語: Barbados）は、カリブ海、西インド諸島内の小アンティル諸島東端にある共和制国家。首都はブリッジタウン。
全体が珊瑚礁で出来ている島国であり、海を隔てて約200kmの北西にセントルシア、西にセントビンセント・グレナディーン、南西にグレナダとトリニダード・トバゴが存在する。
ラテンアメリカ、カリブ海諸国全域において、最も議会制民主主義が定着した国であり、国際連合（以下、国連）による人間開発指数では69位（2023年）である。
平均寿命は76.178歳（男73.631歳、女78.615
歳、2023年度）で世界第95位。
イギリス連邦の一員。独立以来英連邦王国の一つであったが、2021年11月30日に共和制に移行。

## 国名
正式名称は、英語でBarbados [bɑrˈbeɪdɒs, bɑrˈbeɪdoʊs] ( 音声ファイル)（バーベイド（ウ）ス）。
日本語の表記は、バルバドス。漢字表記は巴巴多斯など。
国名は、ポルトガル語のOs Barbados（鬚の生えたもの）から来ている。理由は諸説あり、この島に生えている木の根が鬚のように見えたからという説、この木に生えた苔が鬚のように見えたからという説、木から垂れ下がった蔓草が鬚のように見えたからという説など。

## 歴史

### 先コロンブス期
ヨーロッパ人の到来以前、この島には南米のギアナ地方から、アラワク族系インディオのシボネイ族が移住していた。その最古の移住者が訪れたのは4世紀半ばと考えられている。その後、好戦的なカリブ族にたびたび襲撃された。

### 植民地時代

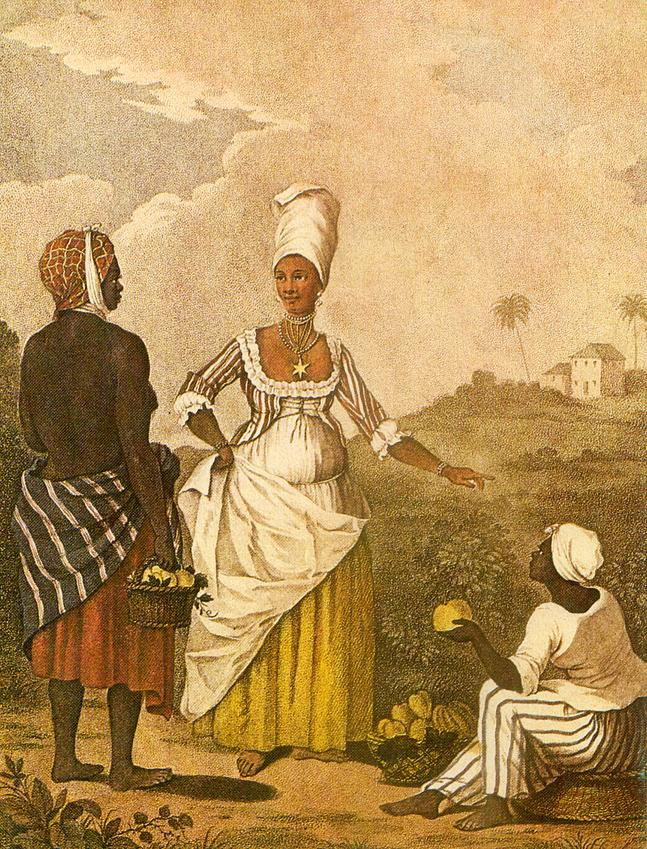
ムラートの女性（18世紀）

- 1500年 スペイン人がこの島に渡来。スペイン人はこの島を植民地化はしなかったが、その間、全ての先住民を奴隷としてイスパニョーラ島で強制労働させた。そのため、バルバドス島は無人島化してしまった。
- 1536年 ポルトガルの航海者ペドロ・カンポスが、バルバドス島に上陸した。その後、スペインによる奴隷制プランテーション農園が開設されたが、やがて放棄された。
- 1625年 イギリス王チャールズ1世からカーライル伯ジェームズ・ヘイに、バルバドス島の独占所有権を含む植民地経営の特許状が下される[9]。植民地経営は軌道に乗り、1629年の末にはおよそ3000人の入植者が小アンティル諸島のカーライル伯領に入植していた。
- 1638年 カーライル伯の死亡とともに、王領植民地となる[10]。
- イングランドの統治が始まってからは、1650年代にブラジル北東部からオランダ領ブラジル（英語版）が消滅して追放された元オランダ東インド会社のオランダ人農園主によって、マデイラ諸島からブラジルに導入されてエンジェニョ（英語版）（砂糖プランテーション）で培われたサトウキビの生産技術が導入され、カリブ海諸島で初となるサトウキビプランテーションがイギリス人の農園主によって経営された。当初は、イングランドの植民地となっていたアイルランドなどからの白人年季奉公人によってプランテーションが担われていたが、さらに安い労働力を大量に確保するため、最終的にはアフリカから黒人奴隷が連れてこられ、強制労働をさせられた。黒人奴隷が島の経済を支えていたが、1834年に奴隷制は廃止された。
- 1657年 入植者による本国政府に対する反乱が発生し、派遣された艦隊によって海上封鎖が行われる[10]。
- 1834年 奴隷制の廃止
- 1930年代 それまでイギリス人農園主などに独占されていた政治に対し、かつての奴隷の子孫からの参加要求が高まった。
- 1937年 黒人暴動が起こり、イギリス政府に結社の自由、労働組合の結成を認めさせた。
- 1938年 グラントリー・ハーバート・アダムズ（英語版）がバルバドス労働党を設立した。

その後、民主化は更に進行。
- 1939年 最初の自治議会が開設される。
- 1951年 普通選挙制が導入され、1961年には広範な自治権を獲得。
- 1958年 西インド連邦を結成し、周辺のカリブ海諸島のイギリス植民地と合同での独立を志向した。初代首相にはバルバドス自治政府でも初代首相を務めたグラントリー・ハーバート・アダムズ（英語版）が就任し、各植民地で独立のための住民投票を行ったが、ジャマイカの離脱などで連邦は瓦解。
- 1962年 再び単独でイギリスの自治領に復帰。
- 1966年11月30日 イギリス連邦加盟国かつ英連邦王国として独立を達成。

### 独立以後
独立後、初代首相には、民主労働党のエロール・バローが就任した。民主労働党政権は穏健な中道路線を取り、他のカリブ海諸国が経験した政治的混乱を回避した。また、観光開発に力を入れ、安定的な経済成長を実現した。
1976年からはバルバドス労働党が政権を組織したが、1986年の選挙で民主労働党のバローが再び首相に就任した。1994年の総選挙でバルバドス労働党が勝利し、以来1999年と2003年の総選挙でも勝利した同党のオーウェン・アーサー党首が首相を3期務めた。2008年の総選挙では民主労働党が14年ぶりに政権を奪還し、バローの後継として同党を率いたデイヴィッド・トンプソンが首相に就任した。
2020年9月、バルバドス政府は英連邦王国を脱退し、大統領を元首とした共和制へ移行することを発表。2021年8月21日、ミア・モトリー首相は初代大統領に現職の総督サンドラ・メイソンを指名し、メイソンもこれに同意した。共和制に移行する2021年11月30日の独立記念日が就任日と定められ、また憲法改正は2022年1月以降に行うことが併せて発表された。
2021年11月30日、独立から55年目を迎え、エリザベス女王を君主とする立憲君主制を廃止し、共和制に移行する式典が開かれた。イギリス連邦にはとどまる。来賓にチャールズ皇太子（のちのチャールズ3世）や、同国出身の歌手リアーナも招かれ、リアーナはミア・モトリー首相から「国家の英雄」の勲章を受けた。

## 政治

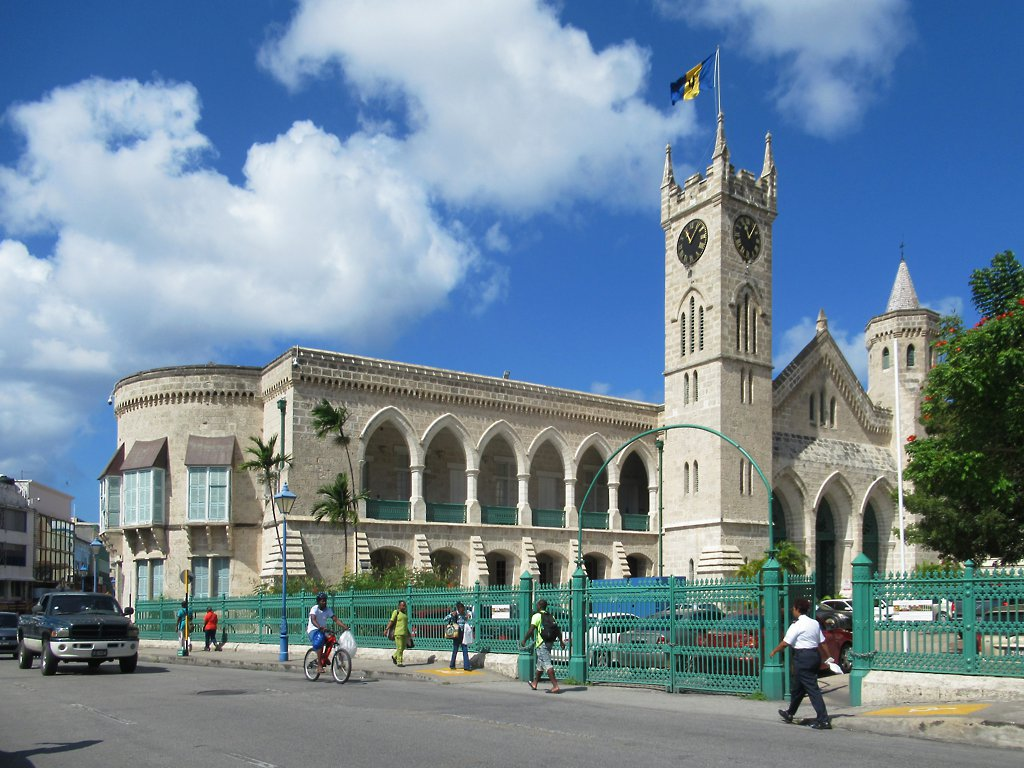
国会議事堂

バルバドスは共和制であり、大統領が元首の地位にある。2021年11月までは立憲君主制で英連邦王国の一員であり、元首はバルバドス国王（イギリス国王兼位）で、総督がその代理を務めていた。同月30日に君主制廃止を行い、共和制に移行したが、引き続きイギリス連邦には留まっている。
行政権は首相および内閣にあり、首相は通常、下院における多数党の党首が選出される。立法権は両院制の議会によって担われ、下院は定数30名で、5年ごとに改選。上院は定数21名で、君主制時代には首相が12名、総督が7名、野党党首が2名を任命していた。
主な政党は、バルバドス労働党と民主労働党であり、二大政党制が確立している。どちらの党も中道左派の政党であるが、バルバドス労働党は民主社会主義、民主労働党は社会民主主義を掲げており、位置付けは微妙に異なる。
また、トリニダード・トバゴとは、領海に関する境界画定問題を抱え、対立している。2005年4月にはアーサー首相が「トバゴはトリニダードよりバルバドスと連合を組んだ方が良い。歓迎する」と発言し、トリニダード・トバゴ政府から抗議を受けた。

## 軍事
バルバドス国防軍は、陸軍であるバルバドス連隊と沿岸警備隊を基幹に現役兵610人、予備役430人からなり、国土防衛や治安維持の支援にあたる。
地域安全保障システムの加盟国でもある。

## 地方行政区分

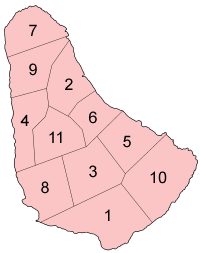
バルバドスの地方行政区分図

バルバドスは、11の行政教区 (parish) に分かれる。
1. クライスト・チャーチ教区（Christ Church）
2. セント・アンドリュー教区（Saint Andrew）
3. セント・ジョージ教区（Saint George）
4. セント・ジェームズ教区（Saint James）
5. セント・ジョン教区（Saint John）
6. セント・ジョゼフ教区（Saint Joseph）
7. セント・ルーシー教区（Saint Lucy）
8. セント・マイケル教区（Saint Michael）
9. セント・ピーター教区（Saint Peter）
10. セント・フィリップ教区（Saint Philip）
11. セント・トーマス教区（Saint Thomas）

## 地理

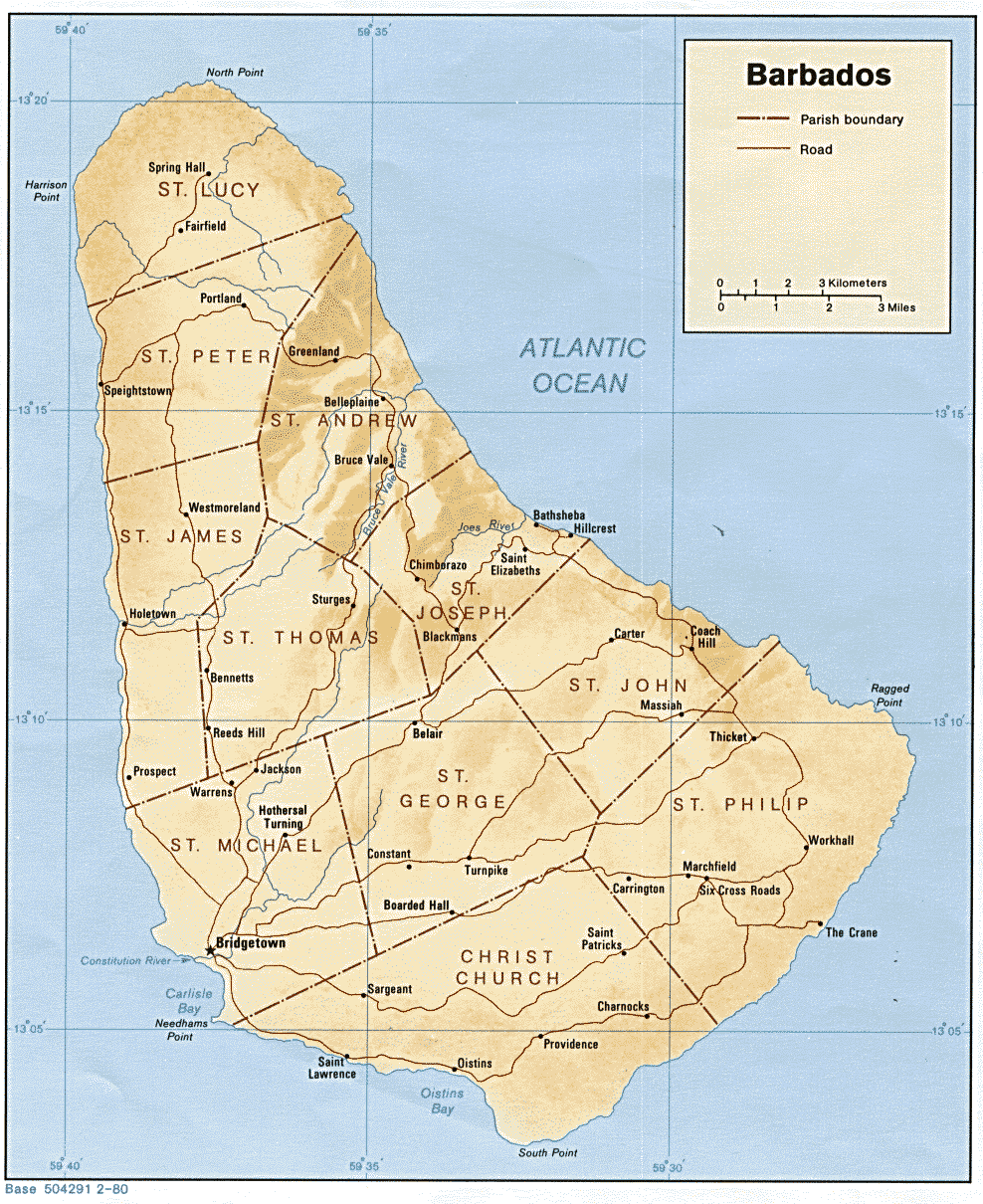
バルバドス全図

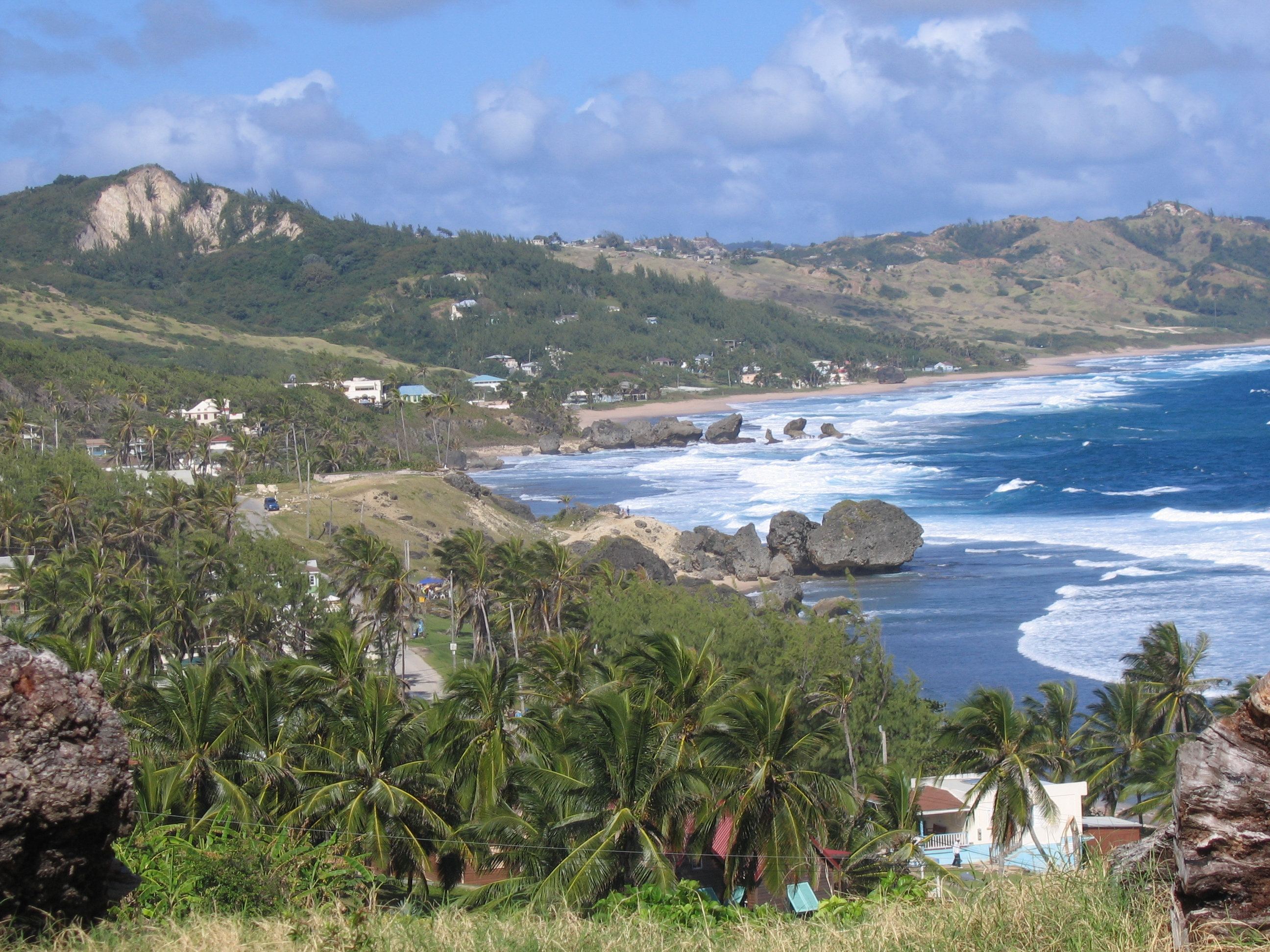
東海岸

バルバドス島の面積は約431km²で、カリブ海および小アンティル諸島の中で最東端に位置する。島の西側はカリブ海で、東側には果てしない大西洋が広がっている。島のほとんどが平坦であるが、島の中央に丘陖のヒラビー山（314m）が聳え立っている。ブリッジタウン市内には巨大な橋があり、町のシンボルになっている。2011年に「ブリッジタウン歴史地区とその守備要塞」として，バルバドス初の世界遺産に登録された。
南西海岸のグレーム・ホール自然保護区およびその周辺にはアメリカヒルギとホワイトマングローブのマングローブ、海草の藻場、内陸の人造湖などがある。一帯にはカリブオオバン、キイロアメリカムシクイなどの鳥類および20種以上の淡水魚と汽水魚が生息しており、2005年にラムサール条約登録地となった。

## 経済

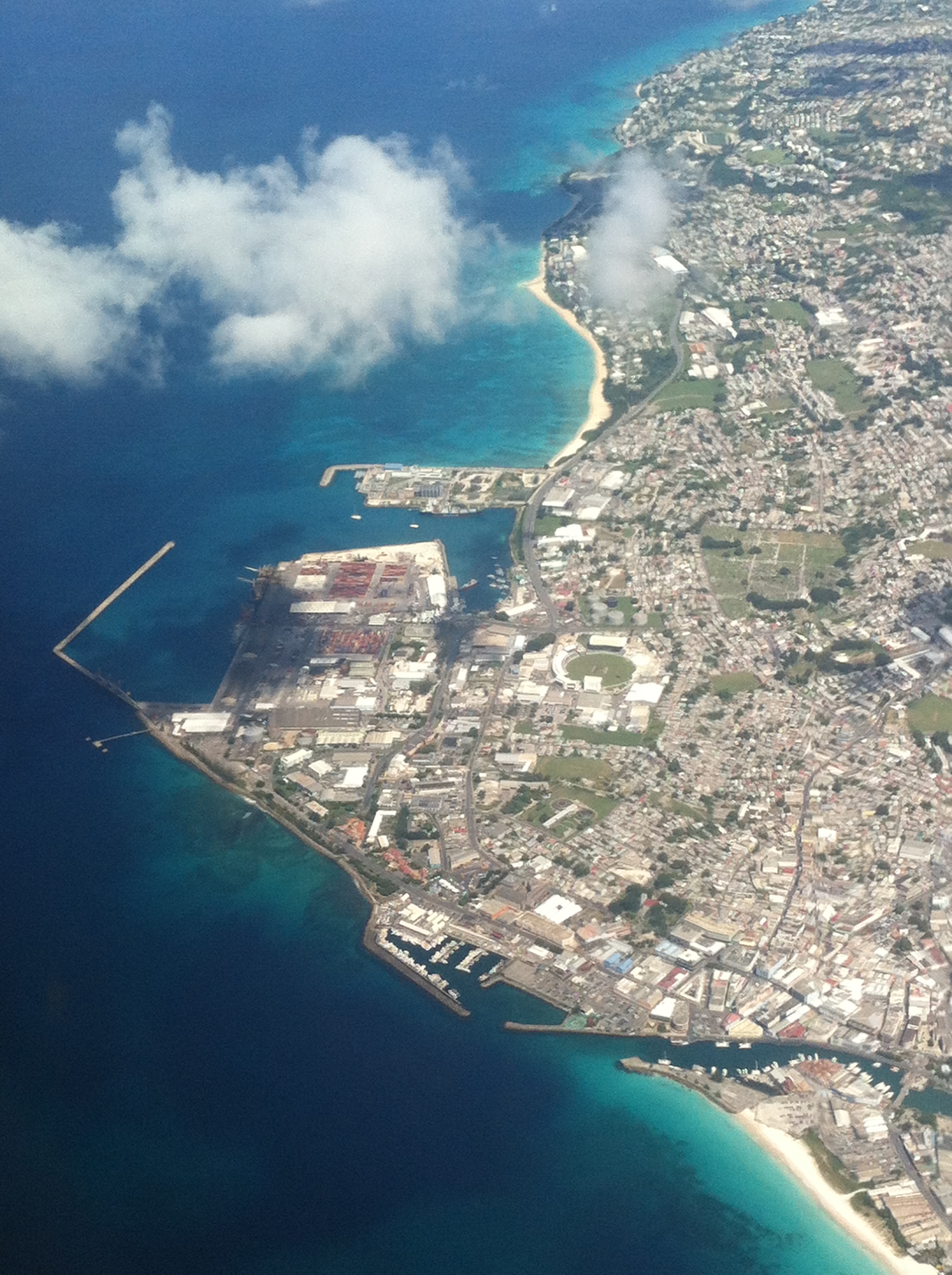
首都ブリッジタウン

IMFによると、2010年のバルバドスの国民一人あたりGDPは14,326ドルで世界42位、カリブ海地域において最も裕福な国の一つである。イギリス植民地時代から、バルバドスは安定的な政治と国民の高い教育水準により経済的に豊かな国であった。
歴史的に、バルバドス経済はサトウキビ栽培によって支えられてきた。しかし1970年代後半からは観光業が発展し、バルバドス経済を支える柱となった。
グレープフルーツの原産国でもある。

### 交通
- グラントレー・アダムス国際空港

## 国民
住民はアフリカ系が90%、ヨーロッパ系が4%、アジア系および混血が6%である。
公用語は英語であり、バヤン語と呼ばれる英語系のクレオール言語も話されている。
宗教はプロテスタントが67%、ローマ・カトリックが4%、無宗教が17%、その他が12%。

## 文化
バルバドスは「リトル・イングランド」と呼ばれるほど、歴史的にイギリスとの関係が深く、独立後も良好な関係を維持したため、他のカリブ海諸国以上に英国の文化的影響を受けている。

### 食文化
周辺の国と同様にライムをよく使用しており、ライムスフレがある。

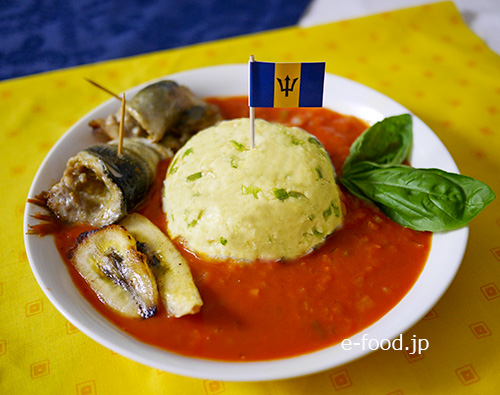
トビウオのクークー

トビウオが国内で人気の魚で、トビウオフライのサンドイッチや、バジャンシーズニングと呼ばれる濃厚なスパイスの効いたグレービーソースで調理したものと、コーンミールとオクラ、またはパンノキと緑色のバナナから作られる「クークー」といっしょに食べる料理がある。
またバルバドスにおいてトビウオは料理に限らず広く用いられる魚であり、それの例としてバルバドスの１ドル硬貨や国の紋章、パスポートに描かれている。

### 世界遺産
バルバドス国内にはユネスコの世界遺産リスト登録物件が1件ある。ブリッジタウン歴史地区とギャリソンがそれであり、2011年に登録された。

### スポーツ
クリケット

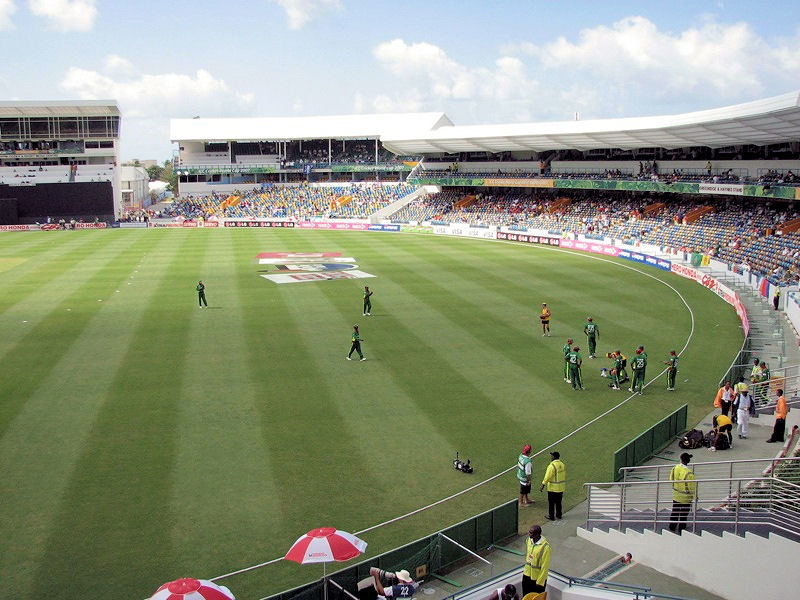
2007年クリケットW杯決勝戦の会場となったケンジントン・オーバル

バルバドスではクリケットが最も人気のスポーツとなっている。代表チームは多国籍チームの西インド諸島代表に含まれる。同国出身のガーフィールド・ソバーズとマルコム・マーシャルは世界のクリケットにおいて歴代屈指の名選手であり、2013年にはクリケットのバイブルとして知られる「ウィズデン・クリケッターズ・アルマナック」によって、150年間の歴代ワールドイレブンに選出された。2007年にはクリケット・ワールドカップが西インド諸島で開催され、決勝戦はブリッジタウンのケンジントン・オーバルで行われた。2013年にカリブ海地域の6カ国が連合になったトゥエンティ20形式のプロリーグであるカリビアン・プレミアリーグが開幕し、バルバドス・ロイヤルズが参加している。
サッカー
バルバドスでもサッカーは盛んであり、1947年にプロサッカーリーグのバルバドス・プレミアリーグが創設された。バルバドスサッカー連盟によって構成されるサッカーバルバドス代表は、これまでFIFAワールドカップやCONCACAFゴールドカップには未出場である。著名な選手としてはエマーソン・ボイスがおり、イングランド・プレミアリーグで長年活躍しウィガン時代にはFAカップを制覇している。

## 著名な出身者
- リアーナ - シンガーソングライター
- ジェームズ・シスネット - 元世界2位の長寿男性
- ガーフィールド・ソバーズ - 元クリケット選手
- マルコム・マーシャル - 元クリケット選手
- アール・メイナード - 元プロレスラー
- エマーソン・ボイス - 元サッカー選手
- オバデレ・トンプソン - 元陸上競技選手
- ゼイン・マロニー - レーシングドライバー

## その他
- かつてはロンドンからコンコルドが飛来する、数少ない地の一つでもあった。
- 17世紀に建てられたセント・ジョンズ教会（St. John's Parish Church）という教会にローマ帝国最後の皇帝コンスタンティノス11世パレオロゴス（1405-1453）の子孫、フェルディナンド・パレオロガス（Ferdinando Paleologus、不明-1678）の墓がある事で知られている[23]。
- 1989年には英国のロックバンドローリング・ストーンズのメンバーが、この国でおちあってアルバム『スティール・ホイールズ』のゲネプロを行った。レコーディングは英領モントセラトで行われている。
- チャーリー・パーカーのナンバーに、バルバドス (曲)（英語版）という曲がある。